# Endless Damnation
Endless Damnation är den första officiella studiodemon av det polska black metal-bandet Behemoth. Den spelades in i en källare i "12 Secondary School" i Gdańsk i mars 1992. Medverkande musiker var Adam Darski under pseudonymen "Holocausto" på sång, Adam Muraszko under pseudonymen "Sodomizer" på trummor, samt gitarristen Adam "Desecrator" Malinowski. Texterna är försvunna, borttappade av Nergal.

## Låtlista
1. "Into the Black Mass" – 1:09
2. "Cursed Angel of Doom" – 3:26
3. "Eternal Blasphemy" – 4:36
4. "Temple of Evil" – 4:17
5. "Ceremony in Chapel" – 4:09
6. "First Embody Remains" – 3:18
7. "Endless Damnation" – 1:16

## Banduppsättning
- Adam "Holocausto" Darski – sång, gitarr, bas
- Adam "Sodomizer" Muraszko – trummor
- Adam "Desecrator" Malinowski – gitarr